# Resolució 2204 del Consell de Seguretat de les Nacions Unides
La Resolució 2204 del Consell de Seguretat de les Nacions Unides fou adoptada per unanimitat el 24 de febrer de 2015. El Consell va decidir ampliar les sancions aprovades contra el Iemen durant un any, fins al 26 de febrer de 2016.
El Consell va assenyalar que la situació política, de seguretat, econòmica i humanitària al Iemen continuava sent preocupant, inclosa la violència i l'ús il·legal d'armes.
Per aquest motiu, i en virtut del Capítol VII de la Carta de les Nacions Unides es van ampliar les mesures imposades per la Resolució 2140, la congelació d'actius i la prohibició de viatjar a determinades persones i entitats perquè amenacen la pau, la seguretat i l'estabilitat del Iemen, fins al 26 de febrer de 2016.